# Katharina Kühn (Journalistin)
Katharina Kühn (* in Berlin) ist eine deutsche Journalistin und Moderatorin.

## Leben
Kühn besuchte die Evangelische Journalistenschule und arbeitet dann als freie Journalistin und Moderatorin u. a. für die ARD, den SWR, Phoenix, Die Zeit und Deutschlandfunk Kultur. Dabei berichtet sie schwerpunktmäßig über die Debatten im Deutschen Bundestag und aktuelle gesellschaftliche Fragen.

## Auszeichnungen (Auswahl)
- 2019: Journalist des Jahres, Kategorie: Team, Platz 3[5]
- 2022: Katholischer Medienpreis gemeinsam mit Hajo Seppelt, Marc Rosenthal und Peter Wozny für die ARD-Dokumentation Wie Gott uns schuf[4]
- 2023: Stern-Preis gemeinsam mit Hajo Seppelt, Marc Rosenthal und Peter Wozny für die ARD-Dokumentation Wie Gott uns schuf[6]

## Werke (Auswahl)
- 2022: Wie Gott uns schuf